# HD39572
HD39572 — хімічно пекулярна зоря спектрального класу A0, що має видиму зоряну величину в смузі V приблизно  8,5.
Вона  розташована на відстані близько 649,7 світлових років від Сонця.